# Péry

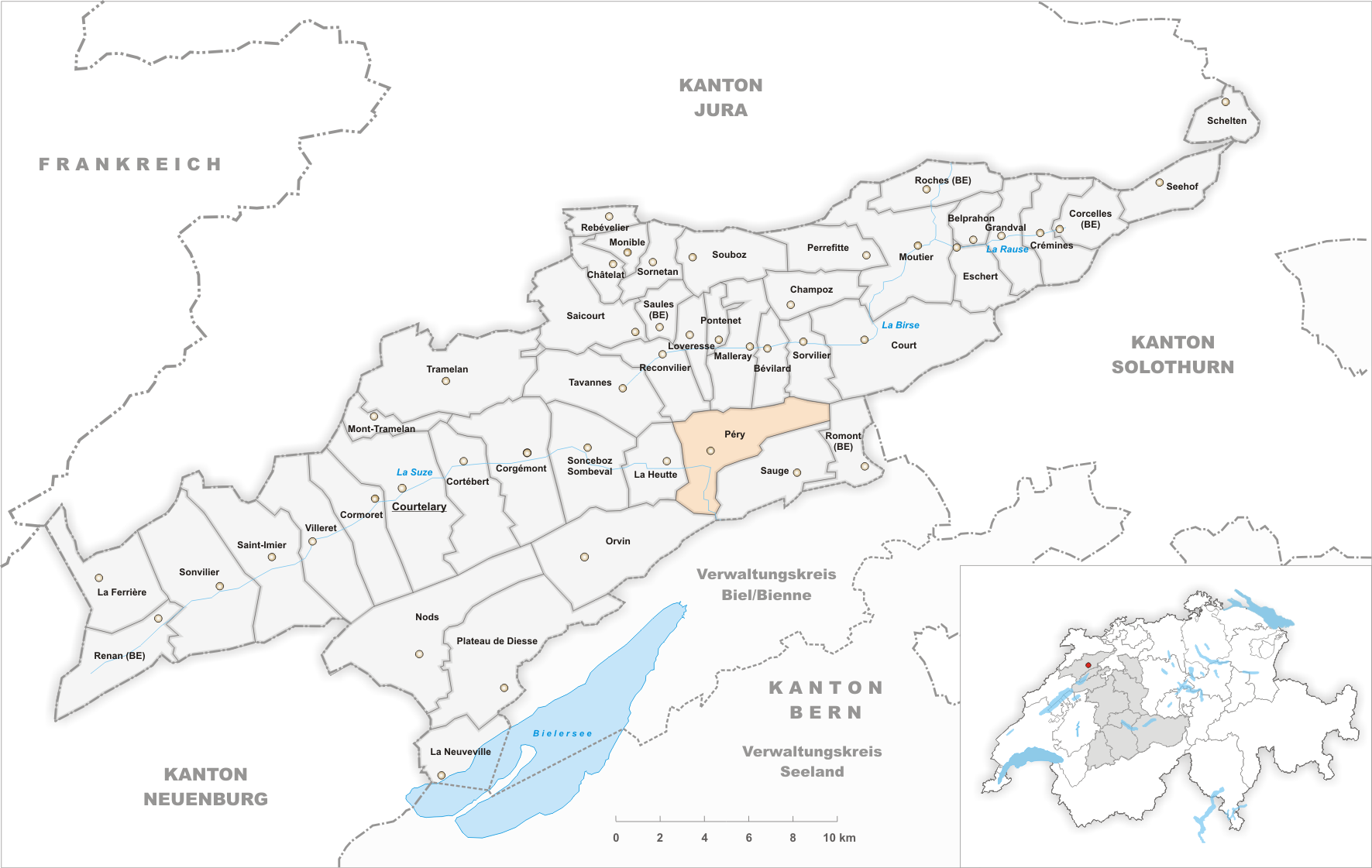
Gemeindestand vor der Fusion am 1. Januar 2015

Péry ist eine Ortschaft in der Gemeinde Péry-La Heutte im Verwaltungskreis Berner Jura des Kantons Bern in der Schweiz. Péry war bis zum 31. Dezember 2014 eine eigene politische Gemeinde. Auf den 1. Januar 2015 fusionierte diese mit der Gemeinde La Heutte zur neuen Gemeinde Péry-La Heutte. Der frühere deutsche Name Büderich wird heute nicht mehr verwendet.

## Geographie
Péry liegt auf 635 m ü. M., sieben Kilometer nördlich von Biel (Luftlinie). Das Haufendorf liegt in dem von der Schüss (französisch Suze) entwässerten Vallon de Saint-Imier, am Südfuss der Jurakette des Montoz oberhalb der Klus von Rondchâtel. Kurz vor dem Eingang in die Klus mündet von Osten der Seitenbach Terbez in die Schüss.
Die Fläche des 15,6 Quadratkilometer grossen Gebiets der ehemaligen Gemeinde umfasst das zwischen zwei Juraketten liegende Tal des Terbez und einen kleinen Abschnitt des unteren Schüsstals. Nach Norden erstreckt sich Péry auf den Kamm der Antiklinale des Montoz, auf dem mit 1312 m ü. M. der höchste Punkt von Péry erreicht wird. Südlich des Dorfes gehört das Durchbruchstal der Schüss durch die Antiklinale der Chasseral-Kette zu Péry. Es bildet eine typische Juraklus mit bis zu 500 m hohen Talflanken, die von markanten Felswänden durchzogen sind. Von der Gemeindefläche entfielen 1997 10 % auf Siedlungen, 67 % auf Wald und Gehölze, 22 % auf Landwirtschaft, und etwas weniger als 1 % war unproduktives Land.
Zu Péry gehören die Siedlungen Reuchenette (596 m ü. M.) am oberen Eingang in die Klus von Rondchâtel und Rondchâtel (580 m ü. M.) in der gleichnamigen Klus der Schüss sowie mehrere Einzelhöfe. Nachbarorte bzw. ‑gemeinden von Péry sind der andere Ortsteil von Péry-La Heutte, La Heutte, die Ortsteile Bévilard und Malleray der Gemeinde Valbirse sowie die Gemeinden Orvin, Sauge, Romont, Sorvilier, Reconvilier und Tavannes.

## Geschichte
Die erste schriftliche Erwähnung von Péry erfolgte 884 als Villam Bedericam, im Jahr 1228 erschien die Bezeichnung Perril. Der ehemalige deutsche Ortsname Büderich oder Böderich geht auf Villa Bederica (Siedlung des Bederich) zurück. Das Dorf gehörte bis 1797 zur Herrschaft Erguel, die dem Fürstbistum Basel unterstand, wobei auch die Stadt Biel zeitweise grösseren Einfluss ausübte. Von 1797 bis 1815 gehörte Péry zu Frankreich und war anfangs Teil des Département Mont-Terrible, das 1800 mit dem Département Haut-Rhin verbunden wurde. Durch den Entscheid des Wiener Kongresses kam der Ort 1815 an den Kanton Bern zum Bezirk Courtelary.
Bis am 31. Dezember 2014 war Péry eine eigenständige Gemeinde.

## Bevölkerung
| Jahr | Einwohner |
| ---- | --------- |
| 1850 | 0560      |
| 1900 | 0983      |
| 1910 | 1'201     |
| 1930 | 1'076     |
| 1950 | 1'124     |
| 1960 | 1'304     |
| 1970 | 1'486     |
| 1980 | 1'449     |
| 1990 | 1'405     |
| 2000 | 1'335     |
| 2023 | 1'359     |

Mit 1359 Einwohnern (Stand 31. Dezember 2013) gehörte Péry zu den grösseren Gemeinden des Berner Juras. Im Jahr 2000 waren von den Bewohnern 79,6 % französischsprachig, 15,4 % deutschsprachig und 2,3 % italienischsprachig. Die Bevölkerungszahl von Péry stieg vor allem in der zweiten Hälfte des 19. Jahrhunderts bis 1910 stark an. Nach einem Höchststand um 1970 wurde seither insgesamt ein leicht rückläufiger Trend beobachtet.

## Politik
Die Wähleranteile der Parteien anlässlich der Nationalratswahlen 2011 betrugen in Péry: SVP 35,2 %, SP 25,5 %, GPS 10,3 %, FDP 9,3 %, BDP 6,4 %, glp 2,4 %, EVP 2,3 %, CVP 1,9 %, EDU 1,8 %, Les Rauraques 1,6 %, Piraten 1,0 %, AL 1,0 %, SD 0,40 %, lsp 0,40 %, SLB 0,2 %, PNOS 0,1 %, PdA 0,1 %.

## Wirtschaft
Péry hat sich schon Mitte des 18. Jahrhunderts von der Landwirtschafts- zur Industriegemeinde entwickelt. Bereits 1654 wurde auf Geheiss des Fürstbischofs von Basel Johann Franz von Schönau in Reuchenette eine Giesserei eingerichtet, die später in eine Eisendrahtzieherei und eine Sägerei umgewandelt wurde. Heute befindet sich in der Klus ein grosses Zementwerk. Bei Rondchâtel existierte früher eine Papierfabrik. In der Klus von Rondchâtel gibt es grosse Steinbrüche, in denen Jurakalk abgebaut wird.

## Verkehr
Péry ist verkehrsmässig gut erschlossen. Es liegt an der Hauptstrasse von Biel nach La Chaux-de-Fonds und an der vierspurigen A16, die seit 1997 durchgehend von Biel nach Tavannes befahrbar ist. Am 30. April 1874 wurde die Eisenbahnlinie von Biel nach Convers mit einem Bahnhof in Péry eröffnet.

## Sehenswürdigkeiten
Die reformierte Dorfkirche wurde 1706 unter Einbezug von Teilen des gotischen Vorgängerbaus errichtet; 1910 erfolgte eine umfassende Renovation und Umgestaltung. Im alten Ortskern befinden sich noch zahlreiche klassizistische Häuser aus der Zeit von 1834 bis 1843; das Pfarrhaus stammt von 1833. Auf einem bewaldeten Hügel oberhalb der Mündung des Terbez in die Schüss stehen die katholische Kapelle Ste-Marie von 1904 und Ruinen der Burg Châtillon, die ab dem 13. Jahrhundert Sitz der Dienstmannen von Péry war. In der Klus von Rondchâtel befinden sich auf einem von der Schüss umflossenen Hügel die Reste der Burgstelle Rondchâtel, einer Wehranlage mit rundlichem Wallsystem.
Oberhalb Frinvillier, am Eingang zur Klus von Rondchâtel, sind beim Martinsklafter Spuren einer Römerstrasse sichtbar.

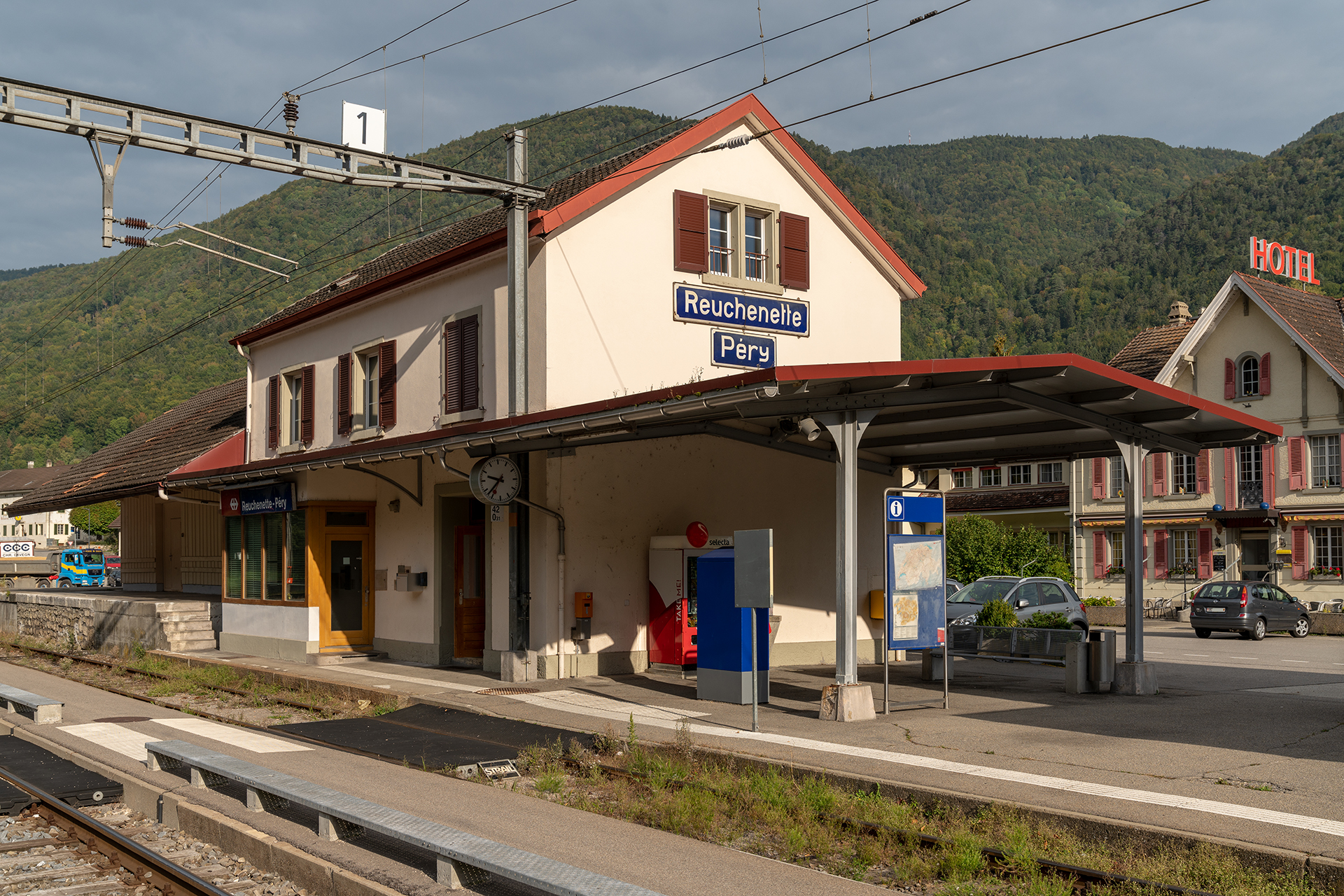
Bahnhof CFF/SBB
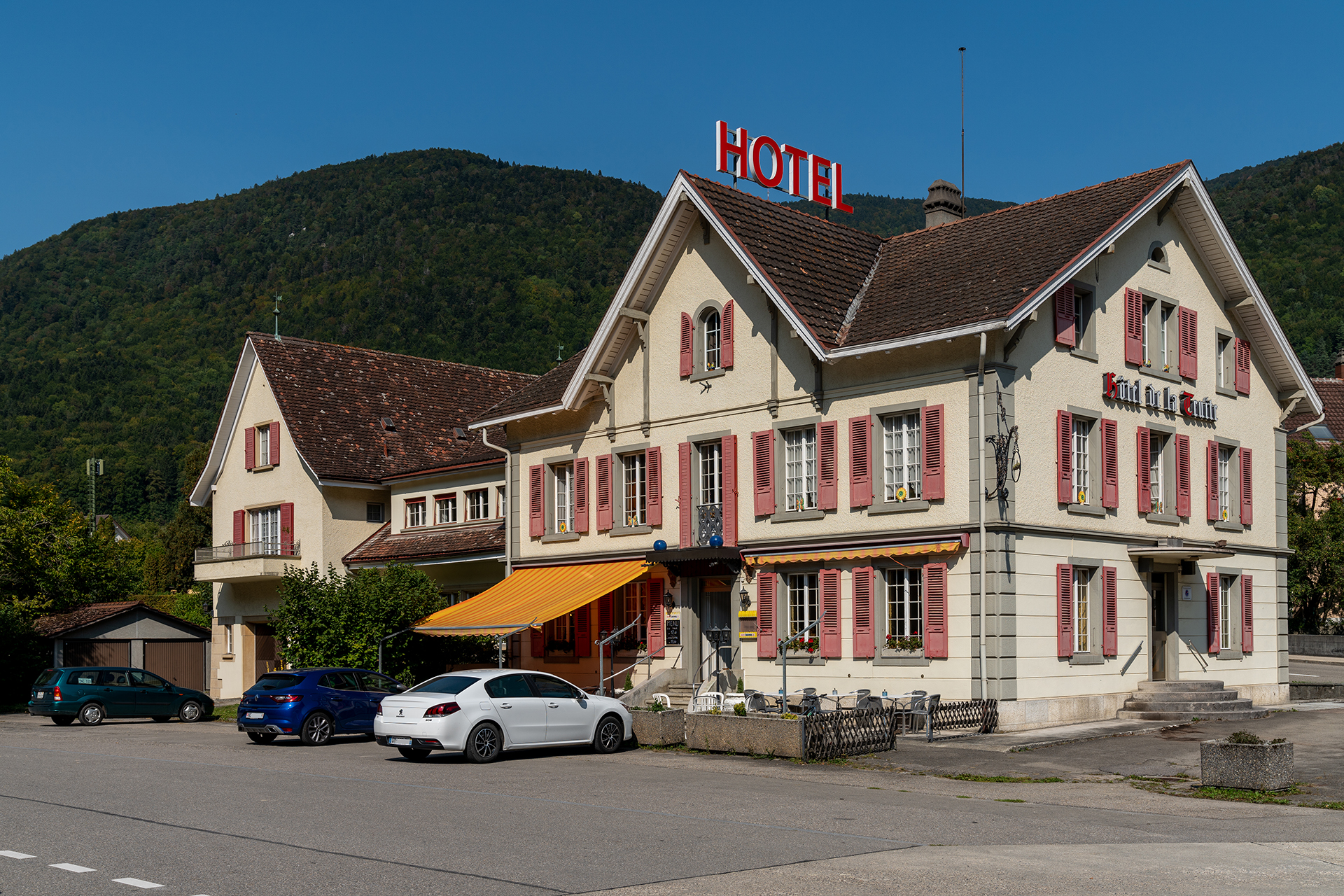
Hôtel «de la Truite»
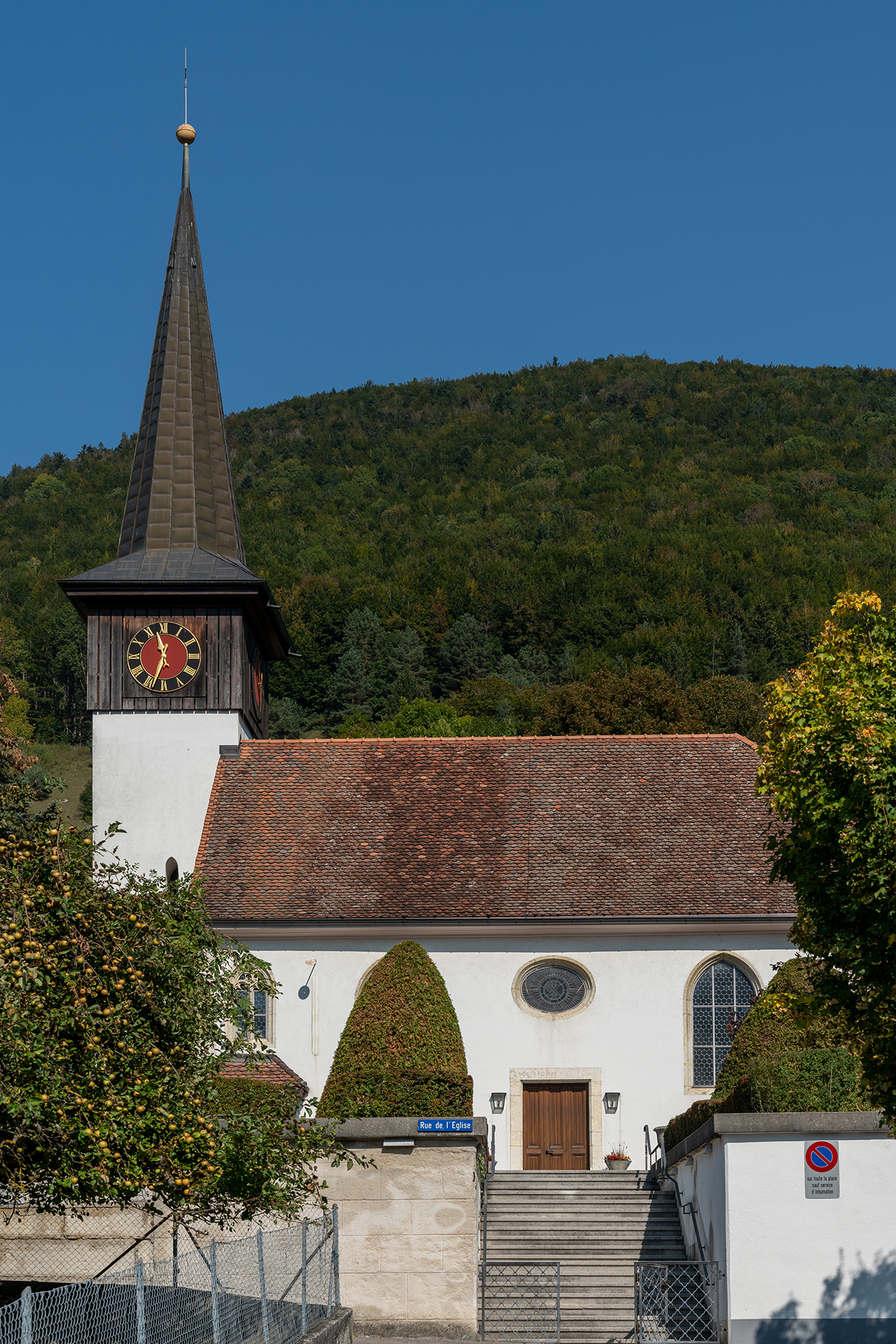
Reformierte Kirche
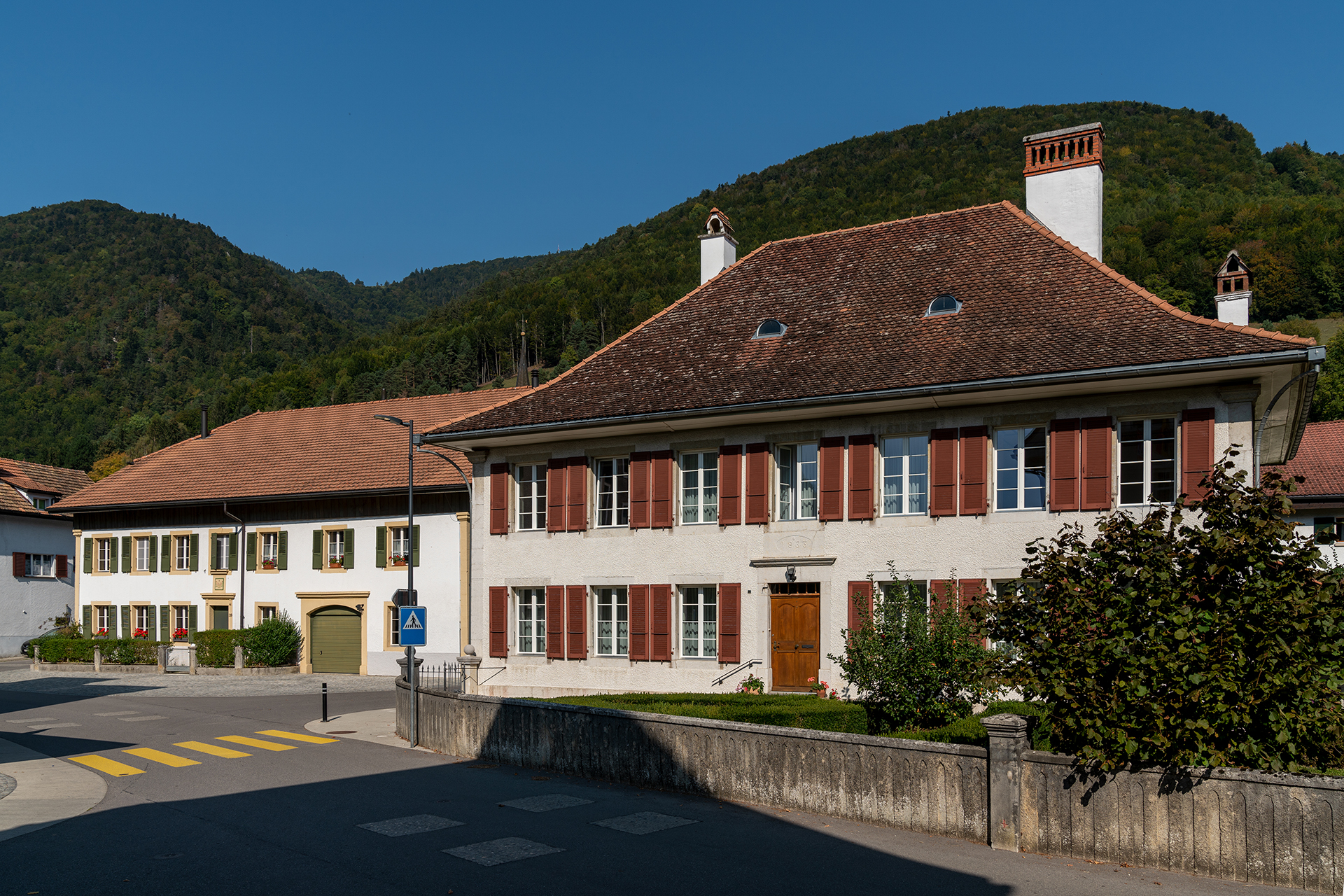
Pfarrhaus
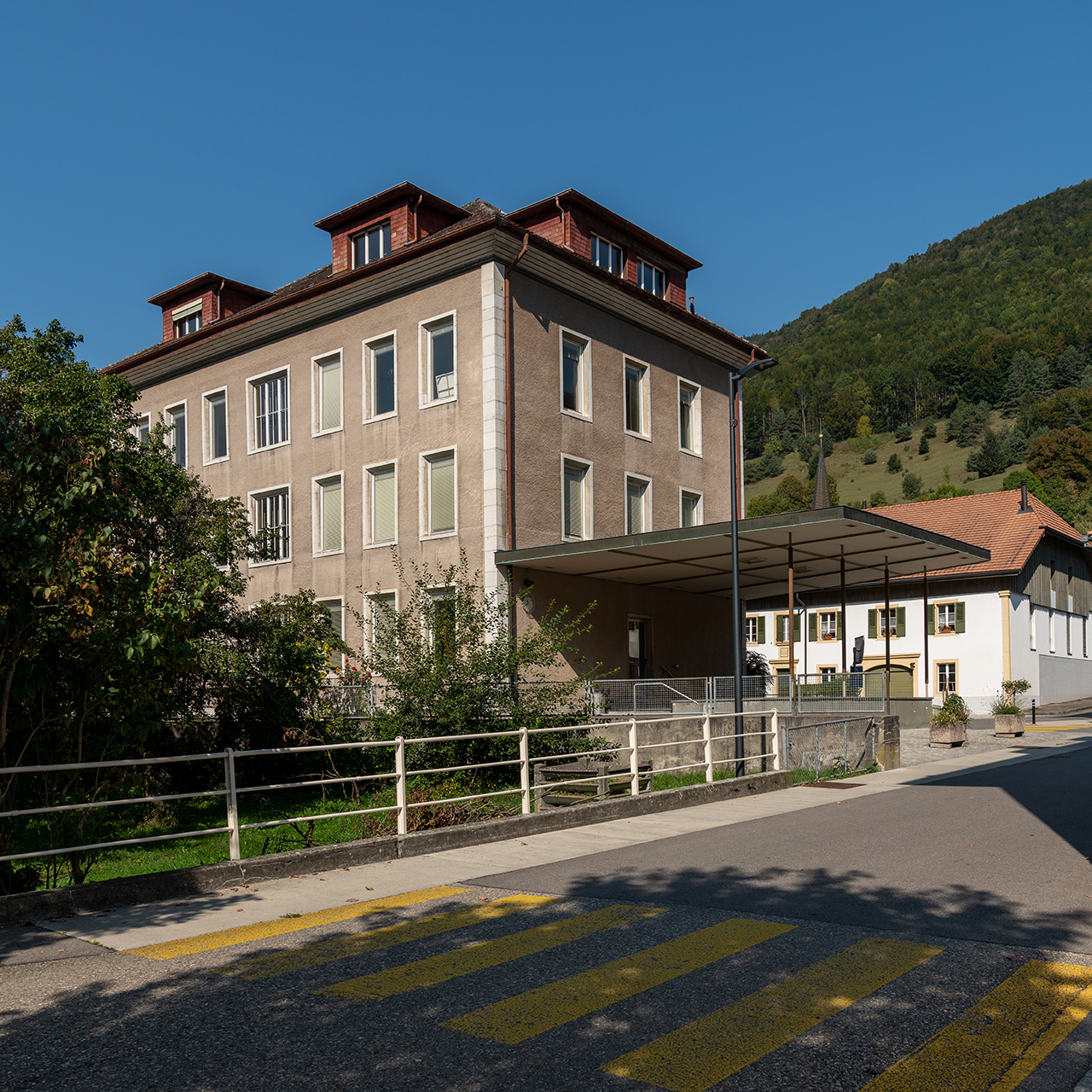
Gemeindeverwaltung
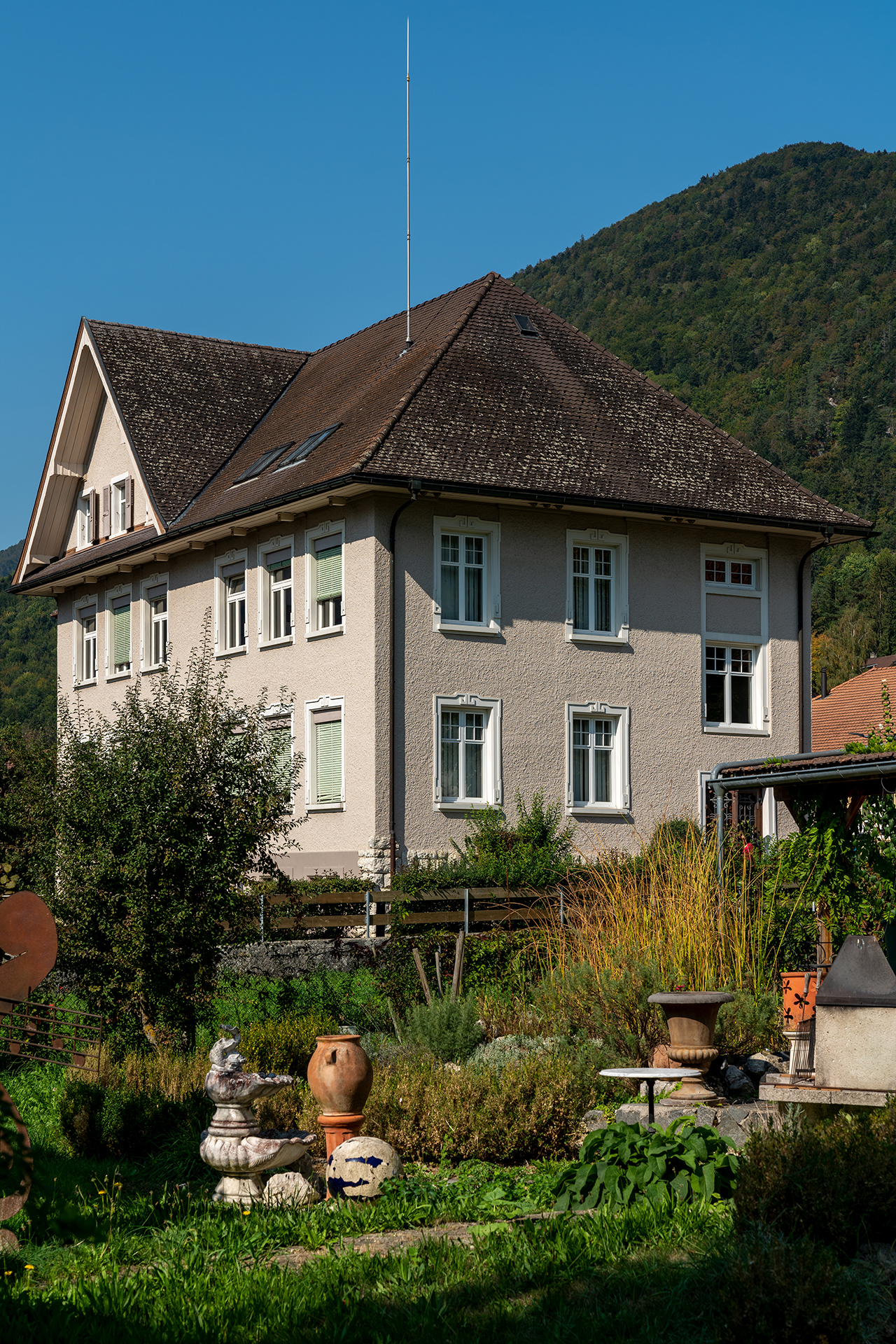
Das ältere Schulhaus
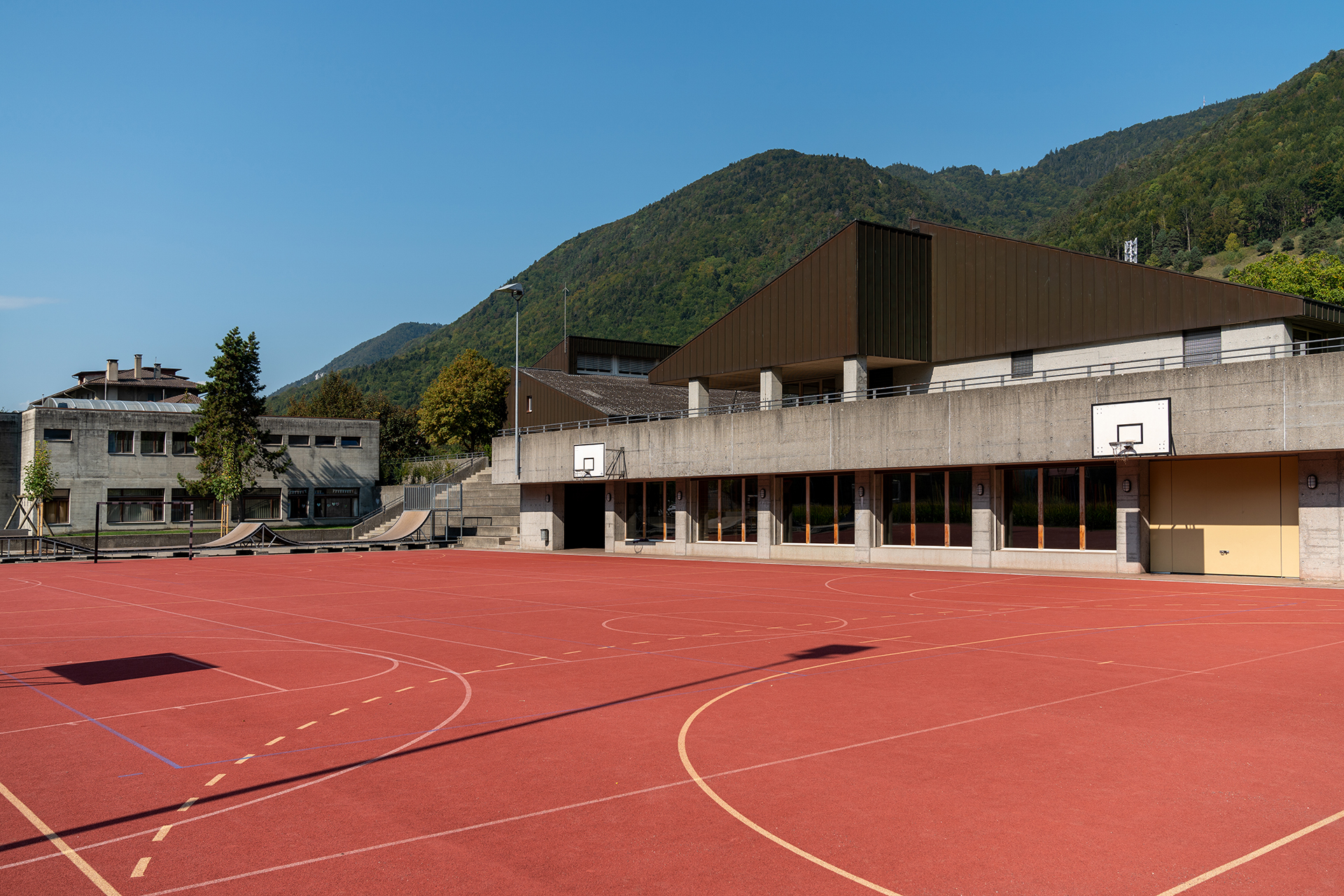
Schulanlage
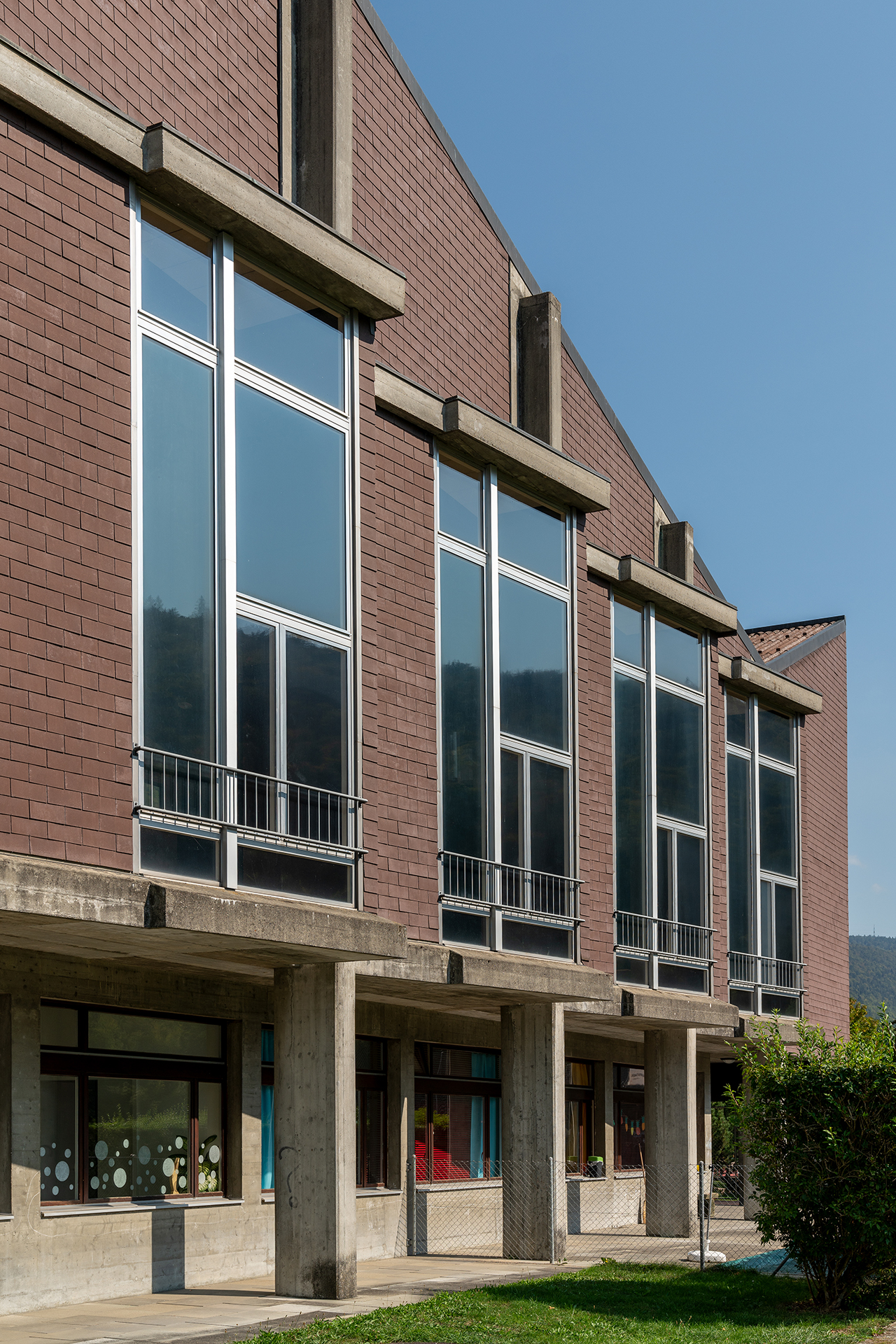
Gemeindezentrum
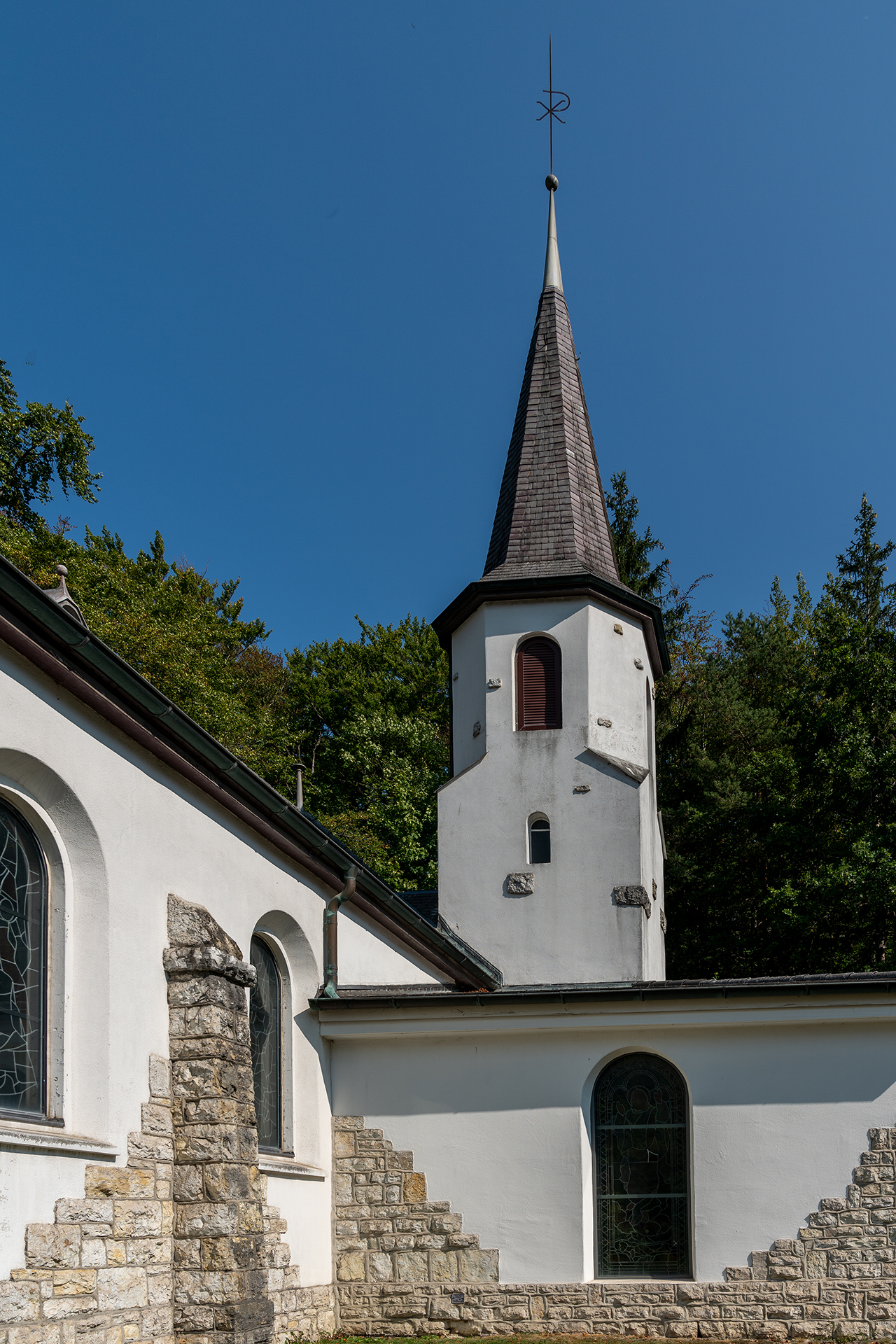
Katholische Kirche
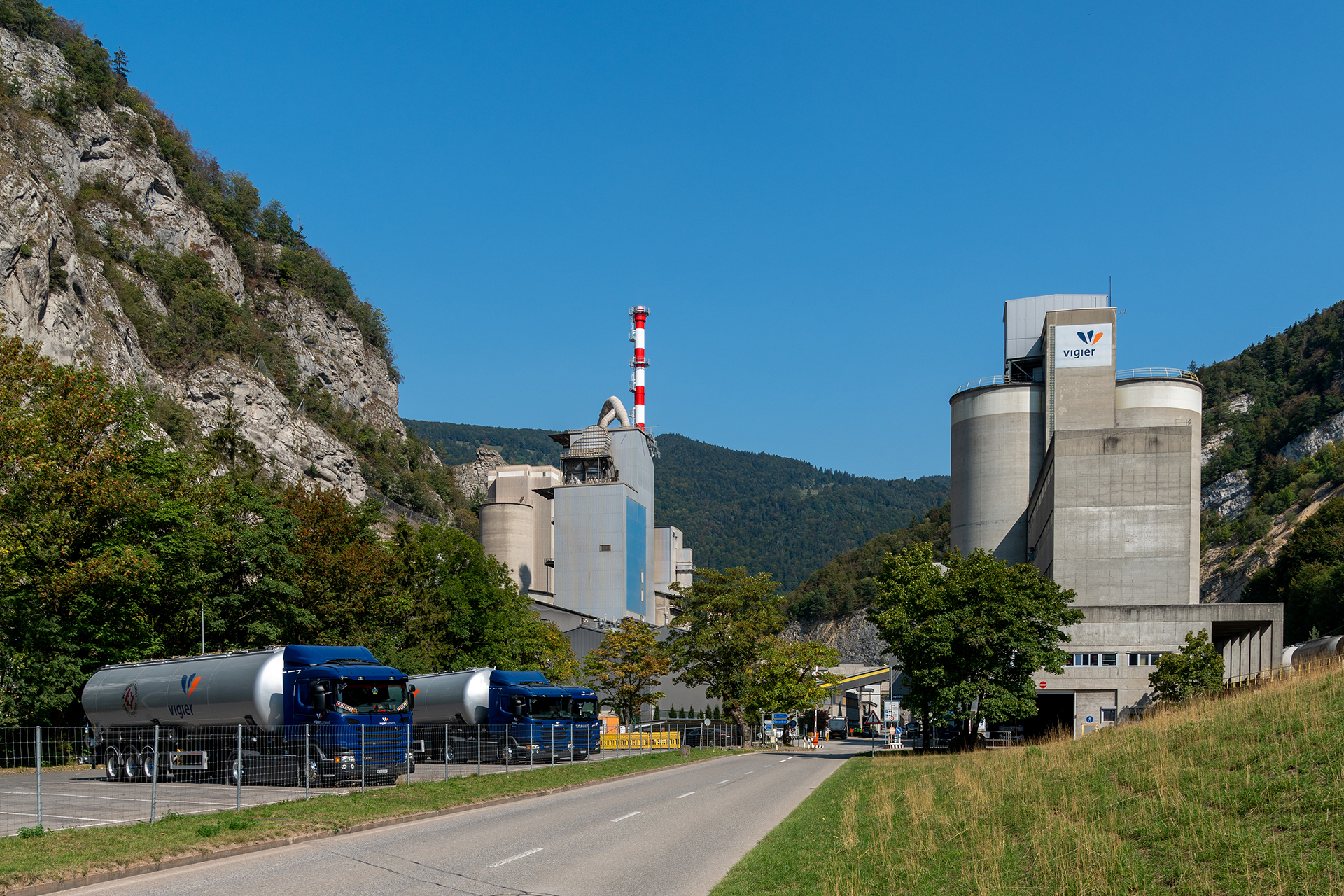
Zementwerk Vigier SA